# Bill Gaither
Pour les articles homonymes, voir Gaither.
William J. « Bill » Gaither (né le 28 mars 1936) est un chanteur et compositeur américain de southern gospel. Il est à la fois l'auteur de plusieurs chansons à succès comme He Touched Me ou Because He Lives qui sont reprises par de nombreux artistes de CCM, mais aussi chanteur (basse) bien connu pour avoir fait partie du Bill Gaither Trio (en), et membre du groupe Gaither Vocal Band dont il est le leader depuis sa création.
Bill Gaither est une figure de l'industrie de la CCM ayant œuvré pour son émancipation et sa visibilité. Il accompagne de nombreux artistes dans leur carrière, crée son propre label, sa propre chaîne télévisée, et il est à l'origine des GMA Dove Awards. 

## Biographie
Bill Gaither est né à Alexandria dans l'Indiana en 1936, fils de George et Lela Gaither. Il forme son premier groupe de gospel traditionnel en 1956, the Bill Gaither Trio (composé de Bill, sa sœur Mary Ann et son frère Danny), tandis qu'il étudie au Anderson College, une université chrétienne affiliée à l'Église de Dieu (Anderson), où il reçoit un bachelor en langue anglaise en 1959. En 1961, il obtient une maitrise en orientation de l’Université d'État de Ball. Sorti d'Anderson en 1959, il devient professeur d'anglais. Il épouse Gloria Sickal en 1962, qui remplace Mary Ann dans le trio en 1964. 

### Carrière
He Touched Me, chanson enregistrée en 1964, devient le pilier de sa carrière. Après quelques années alternant sa carrière musicale et son travail de professeur, il quitte son métier de professeur en 1967 pour se consacrer à son travail à plein temps dans l'industrie de la CCM. En 1977, Gary McSpadden, ami de longue date, remplace Danny Gaither. Le trio remporte un franc succès, enchaînant les concerts et gagnant plusieurs prix dont 2 Grammys. C'est durant cette période que Bill et Gloria Gaither sont reconnus pour leur talent d'écriture, remportant 9 fois le Dove Award récompensant le compositeur de l'année.
Entre-temps, Bill Gaither propose en 1968 à la Gospel Music Association de créer un prix pour récompenser chaque année les artistes chrétiens, à la manière des Grammy Awards. La première cérémonie des Dove Awards a lieu l'année suivante. Ces derniers sont encore aujourd'hui une référence en termes de récompense dans le milieu de la musique chrétienne contemporaine (CCM).
En 1981, Bill crée un nouveau groupe, The "New" Gaither Vocal Band, quartet composé de Bill, Gary McSpadden, Steve Green, et Lee Young. Le nom du groupe est légèrement modifié en 1985 et devient simplement Gaither Vocal Band. Le quartet, toujours en activité en 2015, remporte lui aussi un franc succès, récompensé de 2 Grammys et 17 Dove Awards, essentiellement pour diverses performances de southern gospel.
Au-delà de ses contributions musicales avec le Gaither Trio ou le Gaither Vocal Band, Bill Gaither a surtout créé tout un business dans l'industrie musicale gospel, ce qui lui a permis au fil des années de développer et populariser la musique gospel à travers l'Amérique.

## Discographie
- 1966 : Sincerely (Heartwarming Records)
- 1966 : When God Seems So Near (Heartwarming) Bill, Danny et Mary Ann Gaither
- 1967 : Happiness (Heartwarming) Bill, Danny Gaither et Sherry Slattery
- 1968 : I'm Free (Heartwarming) Bill, Danny et Gloria Gaither
- 1969 : He Touched Me (Heartwarming)
- 1969 : Sings Warm (Heartwarming)
- 1970 : At Home In Indiana
- 1971 : The King Is Coming
- 1972 : Live (2 LPs)
- 1972 : Christmas...Back Home In Indiana
- 1972 : My Faith Still Holds
- 1973 : Especially For Children of all Ages
- 1973 : Let's Just Praise The Lord
- 1974 : Something Beautiful...An Evening With The Bill Gaither Trio (2 LPs)
- 1974 : Because He Lives
- 1974 : Thanks For Sunshine
- 1975 : I Am A Promise
- 1975 : Jesus, We Just Want To Thank You
- 1976 : Praise
- 1977 : My Heart Can Sing
- 1977 : Moments For Forever (2 LPs)
- 1978 : Pilgrim's Progress
- 1978 : The Very Best Of The Very Best
- 1979 : We Are Persuaded
- 1979 : He Touched Me
- 1980 : The Very Best Of The Very Best...For Kids
- 1981 : Bless The Lord Who Reigns In Beauty
- 1982 : He Started The Whole World Singing
- 1983 : Fully Alive
- 1984 : Ten New Songs With Kids...For Kids About Life
- 1985 : Then He Said Sing
- 1987 : Welcome Back Home
- 1990 : Hymn Classics
- 1992 : Best Of The Gaithers...Live!
- 1993 : Old Friends
- 1994 : Oh Happy Day Vol. 1 & 2
- 1994 : Precious Memories
- 1996 : Our Recollections
- 2000 : Bill Gaither Trio, Vol. 1–4

### Solo
- 2005 : Bill Gaither (projet solo auto-intitulé)

## Récompenses
En 2020, au cours de sa carrière, il avait reçu 6 Grammy Awards  et 30 Dove Awards.

### Grammy Awards
| Année | Catégorie                                             | Intitulé                                            | Résultat   |
| ----- | ----------------------------------------------------- | --------------------------------------------------- | ---------- |
| 1973  | Meilleure performance inspirée                        | Let's Just Praise The Lord; Bill Gaither Trio       | Lauréat    |
| 1975  | Meilleure performance inspirée                        | Jesus, We Just Want To Thank You; Bill Gaither Trio | Lauréat    |
| 1991  | Album de Southern Gospel, Country Gospel ou Bluegrass | Homecoming; Gaither Vocal Band                      | Lauréat    |
| 1994  | Album de Southern Gospel, Country Gospel ou Bluegrass | Southern Classics; Gaither Vocal Band               | Nomination |
| 1998  | Album de Southern Gospel, Country Gospel ou Bluegrass | Back Home in Indiana; Gaither Vocal Band            | Nomination |
| 1999  | Album de Southern Gospel, Country Gospel ou Bluegrass | Kennedy Center Homecoming                           | Lauréat    |
| 2001  | Album de Southern Gospel, Country Gospel ou Bluegrass | A Billy Graham Music Homecoming                     | Lauréat    |
| 2003  | Album de Southern Gospel, Country Gospel ou Bluegrass | Everything Good; Gaither Vocal Band                 | Nomination |
| 2004  | Album de Southern Gospel, Country Gospel ou Bluegrass | A Cappella; Gaither Vocal Band                      | Nomination |
| 2007  | Album de Southern Gospel, Country Gospel ou Bluegrass | Give It Away; Gaither Vocal Band                    | Nomination |
| 2009  | Album de Southern Gospel, Country Gospel ou Bluegrass | Lovin' Life; Gaither Vocal Band                     | Lauréat    |

### GMA Dove Awards
| Année | Catégorie                 | Intitulé                                                                                     | Résultat   |
| ----- | ------------------------- | -------------------------------------------------------------------------------------------- | ---------- |
| 1969  | Compositeur de l'année    |                                                                                              | Lauréat    |
| 1970  | Compositeur de l'année    |                                                                                              | Lauréat    |
| 1972  | Compositeur de l'année    |                                                                                              | Lauréat    |
| 1973  | Compositeur de l'année    |                                                                                              | Lauréat    |
| 1974  | Compositeur de l'année    |                                                                                              | Lauréat    |
| 1974  | Chanson de l'année        | Because He Lives                                                                             | Lauréat    |
| 1975  | Compositeur de l'année    |                                                                                              | Lauréat    |
| 1976  | Compositeur de l'année    |                                                                                              | Lauréat    |
| 1976  | Album inspirée de l'année | Jesus, We Just Want to Thank You                                                             | Lauréat    |
| 1977  | Compositeur de l'année    |                                                                                              | Lauréat    |
| 1978  | Album inspirée de l'année | Pilgrim's Progress; Bill Gaither Trio                                                        | Lauréat    |
| 1980  | Groupe mixte de l'année   | Bill Gaither Trio                                                                            | Lauréat    |
| 1987  | Album de Southern Gospel  | The Master Builder; The Cathedrals                                                           | Lauréat    |
| 1991  | Album de Southern Gospel  | Climbing Higher & Higher; The Cathedrals                                                     | Lauréat    |
| 1993  | Album de Southern Gospel  | Reunion: a Gospel Homecoming Celebration; Bill & Gloria Gaither                              | Lauréat    |
| 1994  | Album de Southern Gospel  | Southern Classics; Gaither Vocal Band                                                        | Lauréat    |
| 1999  | Album de Southern Gospel  | Still The Greatest Story Ever Told; Gaither Vocal Band                                       | Lauréat    |
| 2000  | Album de Southern Gospel  | God Is Good; Gaither Vocal Band                                                              | Lauréat    |
| 2001  | Album de Southern Gospel  | I Do Believe; Gaither Vocal Band                                                             | Lauréat    |
| 2001  | Long-métrage de l'année   | A Farewell Celebration; The Cathedrals                                                       | Lauréat    |
| 2002  | Long-métrage de l'année   | Bill & Gloria Gaither Present A Billy Graham Music Homecoming, Vol. 1; Bill & Gloria Gaither | Nomination |
| 2002  | Album de Southern Gospel  | Encore; Old Friends Quartet                                                                  | Lauréat    |
| 2007  | Album de Southern Gospel  | Give It Away; Gaither Vocal Band                                                             | Lauréat    |
| 2006  | Album de Southern Gospel  | Bill Gaither; Bill Gaither                                                                   | Nomination |
| 2009  | Album de Southern Gospel  | Lovin' Life; Gaither Vocal Band                                                              | Lauréat    |
| 2009  | Long-métrage de l'année   | Country Bluegrass Homecoming Volume One; Bill & Gloria Gaither                               | Nomination |
| 2010  | Long-métrage de l'année   | A Gospel Journey; The Oak Ridge Boys                                                         | Lauréat    |
| 2011  | Album de Southern Gospel  | Greatly Blessed                                                                              | Lauréat    |
| 2012  | Long-métrage de l'année   | Tent Revival Homecoming; Bill & Gloria Gaither                                               | Nomination |
| 2013  | Prix spécial              |                                                                                              | Lauréat    |